# Лазейкин, Александр Валерьевич
Алекса́ндр Вале́рьевич Лазе́йкин (укр. Олександр Валерійович Лазейкин, 22 ноября 1982, Васильевка, Белогорский район, Крымская область, Украинская ССР, СССР) — украинский спортивный стрелок. Участник летних Олимпийских игр 2008 года.

## Биография
Александр Лазейкин родился 22 ноября 1982 года в селе Васильевка Белогорского района Крымской области.
Выступал в соревнованиях по пулевой стрельбе за «Динамо» из Симферополя.
В 2006 году участвовал в чемпионате мира в Загребе, где занял 9-е место в стрельбе из пневматической винтовки с 10 метров.
В 2008 году вошёл в состав сборной Украины на летних Олимпийских играх в Пекине. В стрельбе из пневматической винтовки с 10 метров занял 11-е место в квалификации, выбив 594 очка из 600 возможных, и выбыл из борьбы, уступив всего одно очко худшим из попавших в финал.
Семь раз выступал на чемпионатах Европы. Лучший результат показал в 2006 году в Москве, где занял 5-е место в стрельбе из пневматической винтовки с 10 метров.
Неоднократно участвовал в Кубках мира. Лучшего результата добился в 2006 году в Мюнхене, где занял 17-е место в стрельбе из пневматической винтовки с 10 метров.